# Paraniite-(Y)
La paraniite-(Y) o paranite-(Y) è un minerale, un tungstato-arseniato strutturalmente simile alla scheelite, sistema tetragonale, elementi essenziali arsenico (AS), Calcio (Ca), ossigeno (O), ittrio Y, e tungsteno W.